# Neommatocarcinus huttoni
Neommatocarcinus huttoni is een krabbensoort uit de familie van de Goneplacidae. De wetenschappelijke naam van de soort is voor het eerst geldig gepubliceerd in 1885 door Filhol.